# 1966년 미국 상원의원 선거
1966년 미국 상원의원 선거는 1966년 11월 8일 미국에서 치러진 상원의원 선거다.

## 선거 결과
| 정당   | 선거결과 | 의석 수 |
| ------ | -------- | ------- |
| 민주당 | 17석     | 64석    |
| 공화당 | 18석     | 36석    |